# Phoenix Mercury 2022
La stagione 2022 delle Phoenix Mercury fu la 26ª nella WNBA per la franchigia.
Le Phoenix Mercury arrivarono quarte nella Western Conference con un record di 15-21. Nei play-off persero il primo turno con le Las Vegas Aces (2-0).

## Roster
| N° | Naz.                   | Ruolo | Sportivo          | Anno | Alt. | Peso |
| -- | ---------------------- | ----- | ----------------- | ---- | ---- | ---- |
| 1  | Stati Uniti (bandiera) | G     | Diamond DeShields | 1995 | 185  | 78   |
| 3  | Stati Uniti (bandiera) | G     | Diana Taurasi     | 1982 | 183  | 78   |
| 4  | Stati Uniti (bandiera) | G     | Skylar Diggins    | 1996 | 175  | 66   |
| 5  | Stati Uniti (bandiera) | A     | Karlie Samuelson  | 1995 | 183  | 72   |
| 9  | Stati Uniti (bandiera) | G     | Sophie Cunningham | 1996 | 185  | 77   |
| 10 | Stati Uniti (bandiera) | C     | Megan Gustafson   | 1996 | 191  | 88   |
| 11 | Stati Uniti (bandiera) | G     | Shey Peddy        | 1988 | 170  | 66   |
| 12 | Stati Uniti (bandiera) | A     | Reshanda Gray     | 1993 | 188  | 87   |
| 14 | Stati Uniti (bandiera) | GA    | Sam Thomas        | 1999 | 183  | 77   |
| 21 | Stati Uniti (bandiera) | A     | Brianna Turner    | 1996 | 191  | 77   |
| 22 | Stati Uniti (bandiera) | G     | Yvonne Turner     | 1987 | 178  | 59   |
| 24 | Stati Uniti (bandiera) | A     | Emma Cannon       | 1989 | 188  | 90   |
| 25 | Stati Uniti (bandiera) | G     | Jennie Simms      | 1994 | 183  | 75   |
| 31 | Stati Uniti (bandiera) | C     | Tina Charles      | 1988 | 193  | 87   |
| 33 | Regno Unito (bandiera) | C     | Kristine Anigwe   | 1997 | 193  | 91   |
| 33 | Stati Uniti (bandiera) | G     | Kaela Davis       | 1995 | 188  | 77   |

## Staff tecnico
- Allenatore: Vanessa Nygaard
- Vice-allenatori: Crystal Robinson, Nikki Blue, Cinnamon Lister
- Preparatore atletico: Hannah Breck
- Preparatore fisico: Derrick Nillissen